# Interaction médicamenteuse

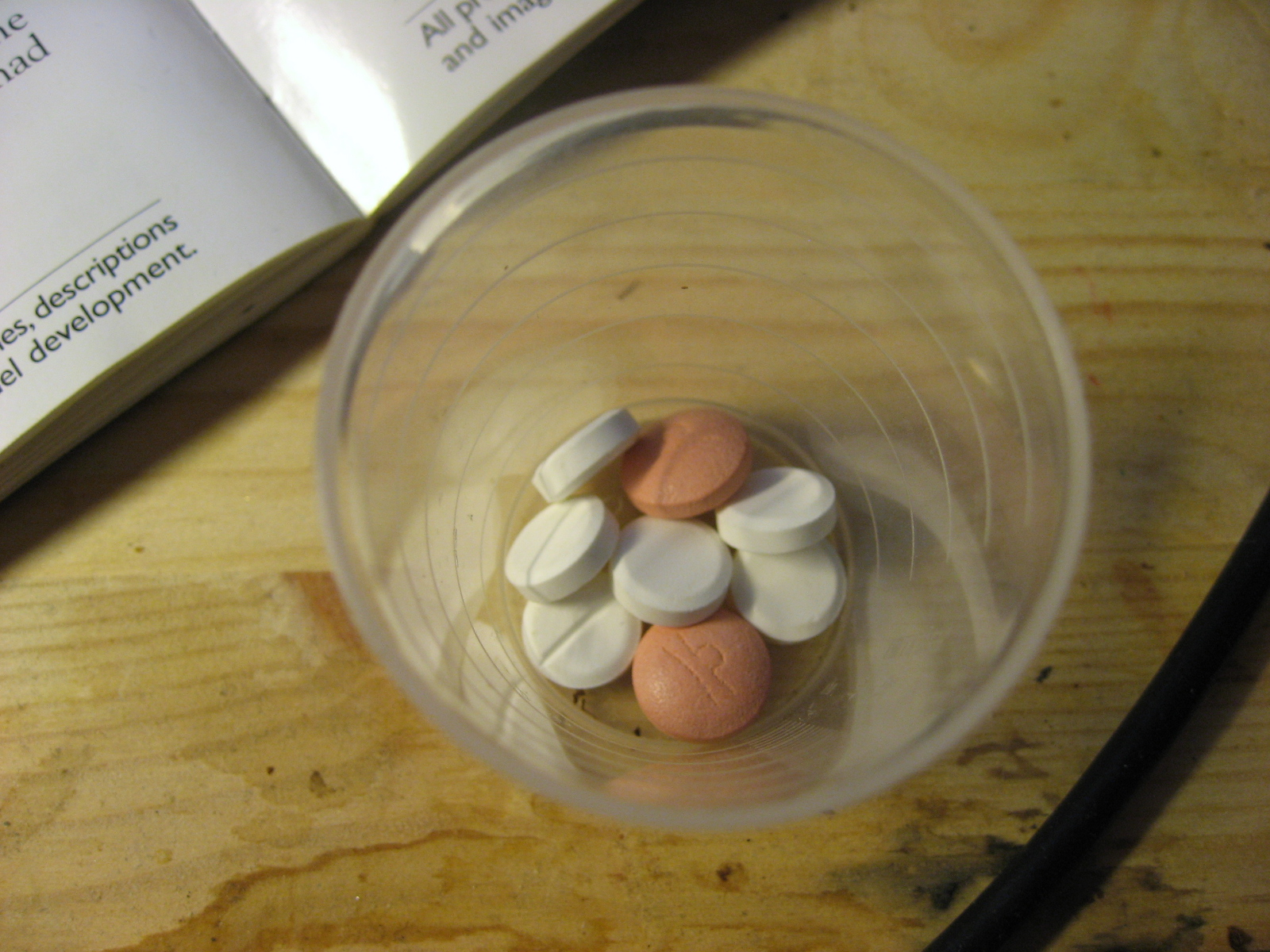
cocktail de benzodiazepines

 (mai 2014).
L'interaction médicamenteuse est une situation qui résulte de l'administration concomitante ou successive de deux ou plusieurs médicaments (ou parfois d'autres substances comme certains aliments) chez un même patient et dans laquelle l'une des substances absorbées affecte l'activité thérapeutique d'un ou plusieurs des autres médicaments administrés. Dans certains cas, on peut avoir une augmentation de l'activité du médicament pour une même dose, dans d'autres une réduction, voire une abolition de l'efficacité du traitement. Dans le premier cas, on parle d'interaction synergique et dans le second, d'interaction antagoniste. 
Les interactions médicamenteuses peuvent mener à des conséquences graves pour la santé du patient. 
Plusieurs mécanismes peuvent être responsables dans les interactions médicamenteuses, notamment ceux qui affectent la pharmacocinétique, c'est-à-dire l'absorption, le transport, le métabolisme et l'élimination de ces composés actifs par l'organisme. En particulier, l'administration de deux médicaments métabolisés par la même voie aura des conséquences sur la clairance de ces médicaments qui seront en compétition pour les enzymes qui sont responsables de leur élimination, et notamment les cytochromes P450. 

## Épidémiologie
Un chiffre pour montrer l'ampleur du phénomène en France, pays où on consomme au monde le plus de médicaments, le Ministère de la Santé évalue (mais sans citer ses sources) à  8 000 le nombre de décès annuels du seul fait des interactions médicamenteuses
Les dernières analyses des bases de remboursement de l'Assurance maladie montrent l’émergence des associations médicamenteuses formellement contre-indiquées (AFCI) exposant au risque de torsades de pointes. Ce risque représente 96,2 % des 9 076 AFCI prescrites en Rhône-Alpes au 4e trimestre 2013 (régime général). Le phénomène s’explique par le classement en contre-indication de plusieurs associations médicamenteuses torsadogènes en 2012 et 2013. Les molécules les plus fréquemment impliquées dans les AFCI torsadogènes sont escitalopram ou citalopram (92,7 %), souvent associées à un neuroleptique (68,7 %, notamment cyamemazine 40,5 %), domperidone (11,2 %), amiodarone, sotalol, méthadone, etc. D'une manière générale, parmi les médicaments impliqués dans les AFCI torsadogènes ou non, nous retrouvons surtout les psychotropes (antidépresseurs, neuroleptiques) et en deuxième lieu les antibiotiques,.

## Interactions médicamenteuses dépendantes de lapharmacocinétique

### Absorption
- Mécanisme  direct :
  - formation de complexe mal absorbé  dans l'intestin par exemple :  tétracycline  avec ion  Ca++ ;
  - augmentation de l'absorption digestive ;  ex. : griseofulvine  (antifongique) et certaines huiles comme l'huile d'olive.

- Mécanisme indirect : les laxatifs qui accélèrent le transit intestinal ou les anticholinergiques qui le ralentissent modifient la durée du contact d'un autre médicament ingéré en même temps.

#### Ralentissement de l'absorption
par cinq mécanismes :
- modification du pH : ex. : alcalinisation par du bicarbonate de sodium ⇒ Réduction de l'absorption gastrique des médicaments acides type Aspirine ;
- modification de la motilité gastrique ou intestinale : ex. : Métoclopramide ⇒ Diminution de la résorption de certains médicaments ;
- adsorption, chélation : ex. : Sels de calcium, d'aluminium ou de Mg ⇒ Réduire par chélation la résorption des tétracyclines ;
- mauvais contact avec la muqueuse digestive : ex. : pansements gastriques⇒ empêcher la résorption d'autres médicaments.
- neutralisation des ions par l'acide gastrique.

### Distribution
- Interactions plasmatiques. Au niveau d'une même protéine plasmatique, le médicament de forte affinité déplace le médicament de faible affinité qui lui est associé, d'où augmentation de sa fraction libre et une modification de son activité pharmacologique (risque de surdosage ou manifestations toxiques). Exemples :
  - anticoagulants oraux (warfarine) + anti-inflammatoire[Lesquels ?] = accidents hémorragiques ;
  - sulfamide antidiabétique + sulfamide antibiotique = hypoglycémie.
- Interactions tissulaires. Il s'agit d'un déplacement du médicament de ses sites de stockage conduisant à une redistribution de ce dernier vers le plasma et de ce fait augmentation de sa fraction libre.

### Métabolisme

#### Inhibition du métabolisme
Par exemple, si on administre un médicament inhibiteur d'une voie de métabolisation donnée et qu'on administre aussi un médicament qui est un substrat de cette même voie, la molécule substrat verra sa clairance diminuée, sa demi-vie augmentée, son volume de distribution augmenté et, conséquemment, sa concentration plasmatique augmentera au fil des jours, ce qui pourra résulter en des effets indésirables plus importants. Un exemple de ce mécanisme est l'interaction médicamenteuse entre la clarithromycine, un antibiotique  inhibiteur du CYP3A4, et l'atorvastatine, un substrat du CYP3A4. L'administration concomitante de ces deux médicaments entraîne une augmentation de la biodisponibilité de l'atorvastatine et augmente de façon cliniquement significative le risque de rhabdomyolyse1,2.

#### Induction du métabolisme
En revanche, si l'on administre un médicament inducteur d'une voie de métabolisation donnée et qu'on administre aussi un médicament qui est un substrat de cette même voie, la molécule substrat verra sa clairance augmenter, sa biodisponibilité diminuer et, conséquemment, sa concentration plasmatique diminuera au fil des jours et son efficacité diminuera. Dans le cas des antibiotiques, cette interaction est catastrophique, car cela peut mener fréquemment à des échecs de traitement. Un exemple de ce mécanisme est l'interaction médicamenteuse entre la ciclosporine (Sandimmune ou Neoral), un immunosuppresseur utilisé dans les traitements anti-rejets, et le millepertuis, un produit de santé naturel. Le millepertuis est un inducteur du CYP3A4, et la ciclosporine en est un substrat. L'administration concomitante de ces deux médicaments diminuent de 46 % la biodisponibilité de la ciclosporine après seulement 14 jours1,2. Conséquence : rejet de l'organe transplanté.

## Interactions médicamenteuses et pharmacothérapie
Les interactions médicamenteuse sont un des huit problèmes reliés à la pharmacothérapie. Il est important de les régler pour optimiser la thérapie d'un patient, et le pharmacien est le professionnel de la santé le mieux formé pour travailler avec la pharmacothérapie d'un patient.

### Sources
1. Association des pharmaciens du Canada. Compendium des produits et spécialités pharmaceutiques. Ottawa : Association des pharmaciens du Canada : 2005.
2. Klasco RK (Ed): DRUGDEX System. Thomson MICROMEDEX, Greenwood Village, Colorado; Édition expires 03/2006.
3. Agence Française de Sécurité Sanitaire des Produits de Santé http://agmed.sante.gouv.fr/htm/10/iam/indiam.htm
4. La Base Claude Bernard  https://www.claudebernard.fr/
5. Banque de données médicamenteuses Thériaque http://www.theriaque.org/
6. Base de données médicamenteuses Posos https://www.posos.co/
7. Base de données publique des médicaments https://base-donnees-publique.medicaments.gouv.fr/
8. Drug Interactions from Ivan H Stockley (Pharmaceutical Press)
9. Outil clinique de pharmacovigilance InterMed-Rx : http://www.intermed-rx.ca